# Åsarne gamla kyrka
Åsarne gamla kyrka är en kyrkobyggnad i Bergs kommun. Den är församlingskyrka i Åsarne församling, Härnösands stift.

## Kyrkobyggnaden
Ett tidigare träkapell på platsen uppfördes åren 1758-1764 av snickaren Anders Kielsson. Samme snickare byggde en klockstapel åren 1774-1779. 
Nuvarande träkyrka uppfördes under en tioårig byggnadstid av byggmästare Jöns Berglund från Österåsen efter ritningar av arkitekterna Johan Fredrik Åbom och Fredrik Ekberg Ritningarna var med få ändringar desamma som användes vid byggandet av Hamra kyrka, Dalarna. Åsarnes kyrka invigdes i oktober 1885.
Kyrkan består av ett långhus orienterat i nord-sydlig riktning, med ett rakt avslutat, smalare kor i norr och tornet med ingång i söder. Nedre delen av koret upptas av en sakristia. Fasaden är klädd med stående ljusgrå panel och fönstren är spetsigt avslutade med vitmålade snickerier. Taket var från början spåntäckt, men plåtbeslogs senare.
I kyrkorummet finns en orgelläktare i söder. Panelväggarna är målade i ljus kulör. 
Två planer verkställdes aldrig. Dels i början av 1920-talet att måla om och klä interiören med träfiberplattor och därefter 1929 att riva hela kyrkan. En färdigritad ny kyrka blev aldrig byggd. På 1960-talet beslutade man att behålla kyrkan och som komplement bygga en helt ny vitslammad tegelbyggnad nere i samhället. Åsarne nya kyrka var färdigställd 1966. Den gamla kyrkan stod därefter oanvänd fram till 1985, då exteriören restaurerades och 1990 även interiören. Kyrkan återinvigdes så på midsommardagen 1990 och är bevarad i ursprungligt skick.

## Inventarier
- Altartavlan är målad av Johan Tirén och har motivet Kristus med kvinnan vid brunnen.
- Orgeln byggdes 1897 av Åkerman & Lunds Orgelfabriks AB och är oförändrad sedan byggnadstiden. [2]

| Manual            | Pedal      | Koppel                  |
| ----------------- | ---------- | ----------------------- |
| Borduna 16'       | Subbas 16' | Man/Ped                 |
| Principal 8'      |            | Man 4'/Man              |
| Fl. Harmon. 8'    |            |                         |
| Salicional 8'     |            |                         |
| Rörfleut 8'       |            |                         |
| Octava 4'         |            |                         |
| Crescendosvällare |            | Två fasta kombinationer |